# Rue Saint-Fiacre (Paris)
Pour les articles homonymes, voir Rue Saint-Fiacre.
La rue Saint-Fiacre est une voie du 2e arrondissement de Paris, en France.

## Situation et accès
La rue Saint-Fiacre est une voie publique située dans le 2e arrondissement de Paris. Elle débute au 26-30, rue des Jeûneurs et se termine au 9 bis-11, boulevard Poissonnière.

## Origine du nom
Elle doit son nom au fief de Saint-Fiacre sur lequel elle a été bâtie.

## Historique
Elle était déjà connue en 1630, époque ou elle touchait aux remparts de la ville et quelques plans anciens lui donnent le nom de « rue du Figuier ».
Elle avait 3 mètres de large.
En 1784, elle se fermait encore par des portes à ses extrémités.
En 1798, sa largeur est portée à 6 mètres, puis à 10 mètres, en 1826.
Au XIXe siècle, la rue est spécialisée dans l'industrie de batistes et de mouchoirs.

## Bâtiments remarquables et lieux de mémoire
- no 21 : ancien siège de la Compagnie anonyme des établissements Duval, fondée par Alexandre Duval.

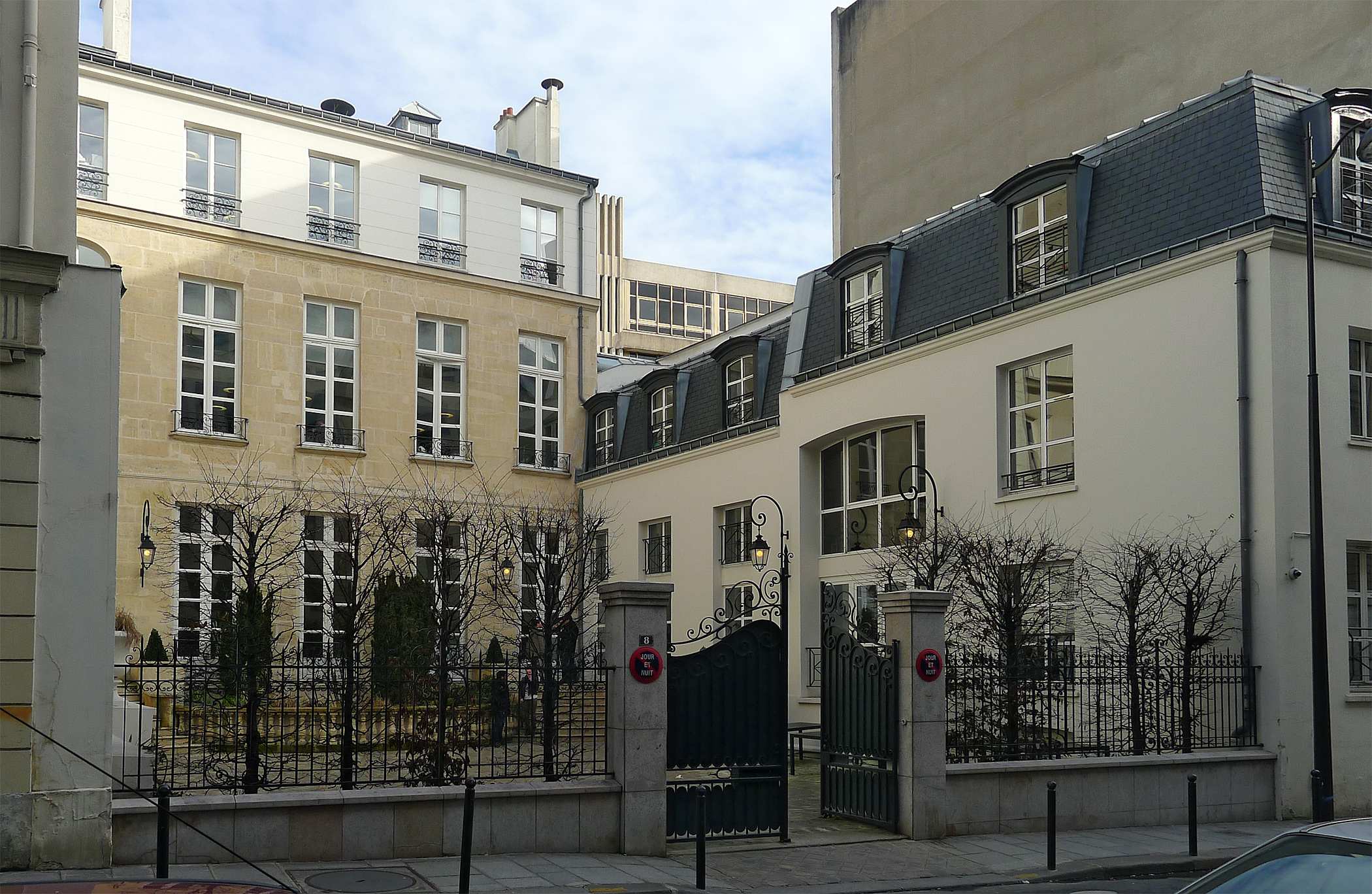
Le no 8.

## Pour approfondir